# Baron Congleton

Wappen der Barone Congleton

Baron Congleton, of Congleton in the County Palatine of Chester, ist ein erblicher britischer Adelstitel in der Peerage of the United Kingdom.

## Verleihung
Der Titel wurde am 20. August 1841 für den Unterhausabgeordneten und Paymaster General Sir Henry Parnell, 4. Baronet geschaffen. Dieser hatte bereits 1812 von seinem älteren Bruder den Titel Baronet, of Rathleague in the Queen’s County, geerbt, der am 3. November 1766 in der Baronetage of Ireland seinem Großvater John Parnell verliehen worden war. Die Baronetcy ist seither ein nachgeordneter Titel des jeweiligen Barons.
Heutiger Titelinhaber ist dessen Nachfahre John Parnell als 9. Baron.

## Liste der Titelinhaber

### Parnell Baronets, of Rathleague (1766)
- Sir John Parnell, 1. Baronet (um 1720–1782)
- Sir John Parnell, 2. Baronet (1744–1801)
- Sir John Parnell, 3. Baronet (1775–1812)
- Sir Henry Parnell, 4. Baronet (1776–1842) (1841 zum Baron Congleton erhoben)

### Barone Congleton (1841)
- Henry Parnell, 1. Baron Congleton (1776–1842)
- John Parnell, 2. Baron Congleton (1805–1883)
- Henry Parnell, 3. Baron Congleton (1809–1896)
- Henry Parnell, 4. Baron Congleton (1839–1906)
- Henry Parnell, 5. Baron Congleton (1890–1914)
- John Parnell, 6. Baron Congleton (1892–1932)
- William Parnell, 7. Baron Congleton (1925–1967)
- Christopher Parnell, 8. Baron Congleton (1930–2015)
- John Parnell, 9. Baron Congleton (* 1959)

Voraussichtlicher Titelerbe (Heir apparent) ist der älteste Sohn des aktuellen Titelinhabers, Hon. Christopher Parnell (* 1987).